# Turkije op de Olympische Winterspelen 1968
Tijdens de Olympische Winterspelen van 1968, die in Grenoble (Frankrijk) werden gehouden, nam Turkije voor de zesde keer deel.

## Deelnemers en resultaten

### Alpineskiën
| Olympiër        | Discipline       | Resultaat | Prestatie                           |
| --------------- | ---------------- | --------- | ----------------------------------- |
| Burhan Alankuş  | slalom (m)       | dnq       | niet geplaatst voor finalewedstrijd |
| Özer Ateşçi     | afdaling (m)     | 67e       | 2.25,18 (+25,33)                    |
| Özer Ateşçi     | reuzenslalom (m) | dq-1      | diskwalificatie run 1               |
| Özer Ateşçi     | slalom (m)       | dnq       | niet geplaatst voor finalewedstrijd |
| Zeki Erylıdırım | reuzenslalom (m) | 87e       | 5.06,79 (+1.37,51)                  |
| Mehmet Gökcan   | afdaling (m)     | dnf       | opgave                              |
| Ahmet Kıbıl     | reuzenslalom (m) | 82e       | 4.40,23 (+1.10,95)                  |
| Ahmet Kıbıl     | slalom (m)       | dnq       | niet geplaatst voor finalewedstrijd |
| Bahattin Topal  | afdaling (m)     | dnf       | opgave                              |
| Mehmet Yıldırım | afdaling (m)     | 71e       | 2.40,79 (+40,94)                    |
| Mehmet Yıldırım | reuzenslalom (m) | 84e       | 4.46,86 (+1.17,58)                  |
| Mehmet Yıldırım | slalom (m)       | dnq       | niet geplaatst voor finalewedstrijd |

### Langlaufen
| Olympiër                                      | Discipline            | Resultaat | Prestatie                                                    |
| --------------------------------------------- | --------------------- | --------- | ------------------------------------------------------------ |
| Şeref Çınar                                   | 15 km (m)             | 69e       | 1:04.12,2 (+16.18,0)                                         |
| Rızvan Özbey                                  | 15 km (m)             | 70e       | 1:05.02,3 (+17.08,1)                                         |
| Naci Öğün                                     | 15 km (m)             | 71e       | 1:05.56,4 (+18.02,2)                                         |
| Yaşar Ören                                    | 15 km (m)             | 72e       | 1:09.03,8 (+21.09,6)                                         |
| Rızvan Özbey Yaşar Ören Şeref Çınar Naci Öğün | 4x10 km estafette (m) | 15e       | 3:01.52,1 (+53.18,6) (42.09,1 / 45.36,0 / 48.12,2 / 45.54,8) |

Argentinië · Australië · Bondsrepubliek Duitsland · Bulgarije · Canada · Chili · Denemarken · Duitse Democratische Republiek · Finland · Frankrijk · Griekenland · Groot-Brittannië · Hongarije · IJsland · India · Iran · Italië · Japan · Joegoslavië · Libanon · Liechtenstein · Marokko · Mongolië · Nederland · Nieuw-Zeeland · Noorwegen · Oostenrijk · Polen · Roemenië · Sovjet-Unie · Spanje · Tsjecho-Slowakije · Turkije · Verenigde Staten · Zuid-Korea · Zweden · Zwitserland